# مستعر أعظم 1917A
SN 1917A هي مجرة تتبع كوكبة الملتهب. اكتشفها جورج ويليس ريتشي في 19 يوليو 1917.

## روابط خارجية
- مستعر أعظم 1917A على موقع ويكي سكاي: DSS2, SDSS, GALEX, IRAS, Hydrogen α, X-Ray, Astrophoto, Sky Map, Articles and images